# 동타천
동타천(冬陁川, 생몰년 미상)은 7세기 삼한일통 전쟁기 신라의 무장이다. 관등은 대사(大舍)였다.
태종 무열왕 8년(661년) 5월 9일(11일?) 고구려의 장군 뇌음신(惱音信)과 말갈(靺鞨)의 장군 생해(生偕)가 군사를 연합하여 신라의 술천성(述川城)을 공격하였으나 이기지 못하게 되자, 다시금 군사를 북한산성(北漢山城)으로 옮겨 공략하였다. 동타천은 당시 북한산성을 지키고 있던 성주였다. 북한산성 안에는 남녀 2,800여 명이 있었다.
고구려-말갈 연합군은 각기 북한산성의 동쪽과 서쪽에 진을 치고 포차(抛車)로 성안에 돌을 날려서 성가퀴와 성안의 건물들이 여럿 파괴되었는데, 동타천은 이에 맞서 사람을 시켜 마름쇠를 성 밖에 던져 깔아 사람이나 말이 다닐 수 없게 하고, 또 안양사(安養寺)의 창고를 헐어서 그 목재를 실어다 성의 무너진 곳마다 망루를 세우고 밧줄을 그물같이 얽어서 소나 말의 가죽 또는 솜옷을 그 위에 걸쳐 막고, 그 안에 노포(弩砲)를 설치하여 방어전을 폈다. 그리고 성안에 있던 어린이와 노약자까지 격려하며 고구려-말갈 연합군을 상대로 스무 날을 버텼다.
《삼국사기》 및 《삼국유사》에는 식량이 다 떨어지고 힘이 지친 상황에서 갑자기 큰 별이 고구려군의 진영에 떨어지고 또 뇌성폭우가 몰아치는 천변지이가 일어나자 놀란 고구려군이 포위를 풀고 물러가 성이 무사할 수 있었다고 한다. 한편 이에 대한 서술에서 《삼국사기》 본기에서는 동타천이 위기 속에서 하늘에 기도하였더니, 김유신열전에서는 북한산성의 위기를 들은 김유신(金庾信)이 불사(佛寺)에 기도하였더니 그와 같은 천변지이가 일어났다고 적고 있다. 이는 김유신열전이 편찬의 원자료로 사용했던 《김유신행록》의 김유신에 대한 현창을 목적으로 의도적으로 윤문한 것으로 풀이되고 있다(김유신행록 항목 참조).
동타천은 북한산성 전투에서의 공으로 대나마(大奈麻)로 승진하였다. 이후의 행적은 미상이다.

## 같이 보기
- 북한산성 전투